# 모바라시
모바라시(일본어: 茂原市)는 일본 지바현의 거의 중동부에 있는 시이다.

## 지리
지바현의 거의 중동부에 위치한다. 도쿄 도심에서 약 70km 거리에 있고 지바시에서 약 30km 떨어져 있다. 면적은 100.01km2이고 동서 길이는 11.7km, 남북 길이는 13.1km이다. 예로부터 가도에 놓여 있어 교통, 상업의 요충지였다. 메이지 시대 중기에는 천연가스가 발견되어 근대 산업이 발전했다. 이에 따라 시내에는 다수의 크고 작은 기업들이 입지하고 있다.

## 역사
- 1952년 4월 1일 - 조세이군 모바라정과 도고촌, 도요다촌, 니노미야혼고촌, 쓰루에촌, 고고촌이 합병해 모바라시가 탄생하였다. 인구 33,217명의 모바라시(초대)가 탄생하여 지바현에서 10번째로 시가 되었다.
- 1955년 4월 1일 - 조난정의 일부를 편입하였다.
- 1972년 5월 1일 - 혼노정과 합병해 새로운 모바라시가 신설되었다.
- 2013년 - 태풍 26호의 영향으로 하천과 저수지가 범람했다. 모바라 지구, 야치요 지구, 와슈 지구, 나카노시마 지구 등 많은 지역이 피해를 입었다.
- 2019년 10월 25일 - 지바현을 강타한 폭우로 인해 시내를 흐르는 도요타강, 이치노미야강, 아구강이 범람했다. 모바라 지구, 야치요 지구, 하야노 지구, 혼나 지구 등 많은 지역이 피해를 입었다.
- 2023년 9월 8일 - 태풍 13호의 영향으로 하천과 저수지가 범람하여 다수의 지역이 피해를 입었으며, 2019년에 내린 폭우를 능가하는 피해가 발생했다.

## 경제
모바라시는 일본 제일의 천연가스 생산량을 자랑한다. 또한 칠석 축제로도 유명하다.
한때 도시바, 파나소닉이 공장을 운영했으나 한국과 중국 기업들에 일본 제조업이 밀리면서 도시바와 파나소닉이 모바라에 있던 공장을 닫게 되었다. 이로 인해 실직자 수가 늘고 있다.

## 교통

### 도로
- 국도 128호선
- 국도 409호선
- 지바현도 제27호선

### 철도
- 동일본 여객철도 소토보선
  - (← 산부군 오아미시라사토시) - 혼노역 - 신모바라역 - 모바라역 - (조세이군 조세이촌 →)

## 인구
2000년 국세조사에서 9만 3779명을 기록한 이후 감소 추세에 있으며, 2021년 인구는 약 8만 6000명이다.
| 연도 | 인구   | ±%     |
| ---- | ------ | ------ |
| 1920 | 29,397 | —      |
| 1930 | 31,014 | +5.5%  |
| 1940 | 33,110 | +6.8%  |
| 1950 | 45,753 | +38.2% |
| 1960 | 50,471 | +10.3% |
| 1970 | 58,203 | +15.3% |
| 1980 | 71,521 | +22.9% |
| 1990 | 83,437 | +16.7% |
| 2000 | 93,779 | +12.4% |
| 2010 | 90,012 | −4.0%  |

## 기후
| 모바라시의 기후                                              | 모바라시의 기후 | 모바라시의 기후 | 모바라시의 기후 | 모바라시의 기후 | 모바라시의 기후 | 모바라시의 기후 | 모바라시의 기후 | 모바라시의 기후 | 모바라시의 기후 | 모바라시의 기후 | 모바라시의 기후 | 모바라시의 기후 | 모바라시의 기후 |
| 월                                                           | 1월             | 2월             | 3월             | 4월             | 5월             | 6월             | 7월             | 8월             | 9월             | 10월            | 11월            | 12월            | 연간            |
| ------------------------------------------------------------ | --------------- | --------------- | --------------- | --------------- | --------------- | --------------- | --------------- | --------------- | --------------- | --------------- | --------------- | --------------- | --------------- |
| 역대 최고 기온 °C (°F)                                       | 21.5 (70.7)     | 25.7 (78.3)     | 26.0 (78.8)     | 29.8 (85.6)     | 34.9 (94.8)     | 35.4 (95.7)     | 37.9 (100.2)    | 39.9 (103.8)    | 38.3 (100.9)    | 34.0 (93.2)     | 26.6 (79.9)     | 24.8 (76.6)     | 39.9 (103.8)    |
| 일평균 최고 기온 °C (°F)                                     | 10.7 (51.3)     | 11.2 (52.2)     | 14.3 (57.7)     | 19.1 (66.4)     | 23.2 (73.8)     | 25.7 (78.3)     | 29.9 (85.8)     | 31.5 (88.7)     | 27.8 (82.0)     | 22.6 (72.7)     | 17.9 (64.2)     | 13.1 (55.6)     | 20.6 (69.1)     |
| 일일 평균 기온 °C (°F)                                       | 5.2 (41.4)      | 6.0 (42.8)      | 9.3 (48.7)      | 14.1 (57.4)     | 18.4 (65.1)     | 21.5 (70.7)     | 25.4 (77.7)     | 26.8 (80.2)     | 23.4 (74.1)     | 18.1 (64.6)     | 12.8 (55.0)     | 7.7 (45.9)      | 15.7 (60.3)     |
| 일평균 최저 기온 °C (°F)                                     | 0.3 (32.5)      | 1.1 (34.0)      | 4.3 (39.7)      | 9.2 (48.6)      | 14.0 (57.2)     | 18.0 (64.4)     | 22.0 (71.6)     | 23.3 (73.9)     | 20.0 (68.0)     | 14.3 (57.7)     | 8.3 (46.9)      | 2.8 (37.0)      | 11.5 (52.6)     |
| 역대 최저 기온 °C (°F)                                       | −7.4 (18.7)     | −7.8 (18.0)     | −3.4 (25.9)     | −1.2 (29.8)     | 5.0 (41.0)      | 9.7 (49.5)      | 14.0 (57.2)     | 15.6 (60.1)     | 9.8 (49.6)      | 2.8 (37.0)      | −1.0 (30.2)     | −5.3 (22.5)     | −7.8 (18.0)     |
| 평균 강수량 mm (인치)                                        | 85.1 (3.35)     | 75.2 (2.96)     | 140.6 (5.54)    | 131.8 (5.19)    | 142.7 (5.62)    | 181.1 (7.13)    | 144.5 (5.69)    | 107.7 (4.24)    | 229.5 (9.04)    | 265.3 (10.44)   | 107.7 (4.24)    | 74.4 (2.93)     | 1,683.6 (66.28) |
| 평균 강수일수 (≥ 1.0 mm)                                     | 6.3             | 6.9             | 11.1            | 10.7            | 10.1            | 11.6            | 9.7             | 7.4             | 11.2            | 11.8            | 8.9             | 6.6             | 112.3           |
| 평균 월간 일조시간                                           | 181.5           | 161.0           | 163.1           | 175.6           | 179.6           | 130.1           | 164.6           | 200.1           | 137.7           | 126.0           | 144.1           | 163.6           | 1,925.4         |
| 출처: 일본 기상청 (평년값: 1991년~2020년, 극값: 1978년~현재) |                 |                 |                 |                 |                 |                 |                 |                 |                 |                 |                 |                 |                 |